# 梅勒多西亞 (伊利諾伊州)
梅勒多西亞（英語：Meredosia）是位於美國伊利諾伊州摩根縣的一個村落。

## 地理
梅勒多西亞的座標為39°49′48″N 90°33′30″W / 39.83000°N 90.55833°W，而該地最高點為海拔高度135米（即443英尺）。

## 人口
根據2010年美國人口普查的數據，梅勒多西亞的面積為2.25平方千米，當中陸地面積為2.16平方千米，而水域面積為0.09平方千米。當地共有人口1044人，而人口密度為每平方千米464人。